# Autoserica nitidior
Autoserica nitidior är en skalbaggsart som beskrevs av Frey 1972. Autoserica nitidior ingår i släktet Autoserica och familjen Melolonthidae. Inga underarter finns listade.